# جگوار سی-تایپ
جگوار تیپ سی (Jaguar C-Type) خودرویی است که در سال‌های ۱۹۵۱–۱۹۵۳تولید شده‌است.